# Żona modna

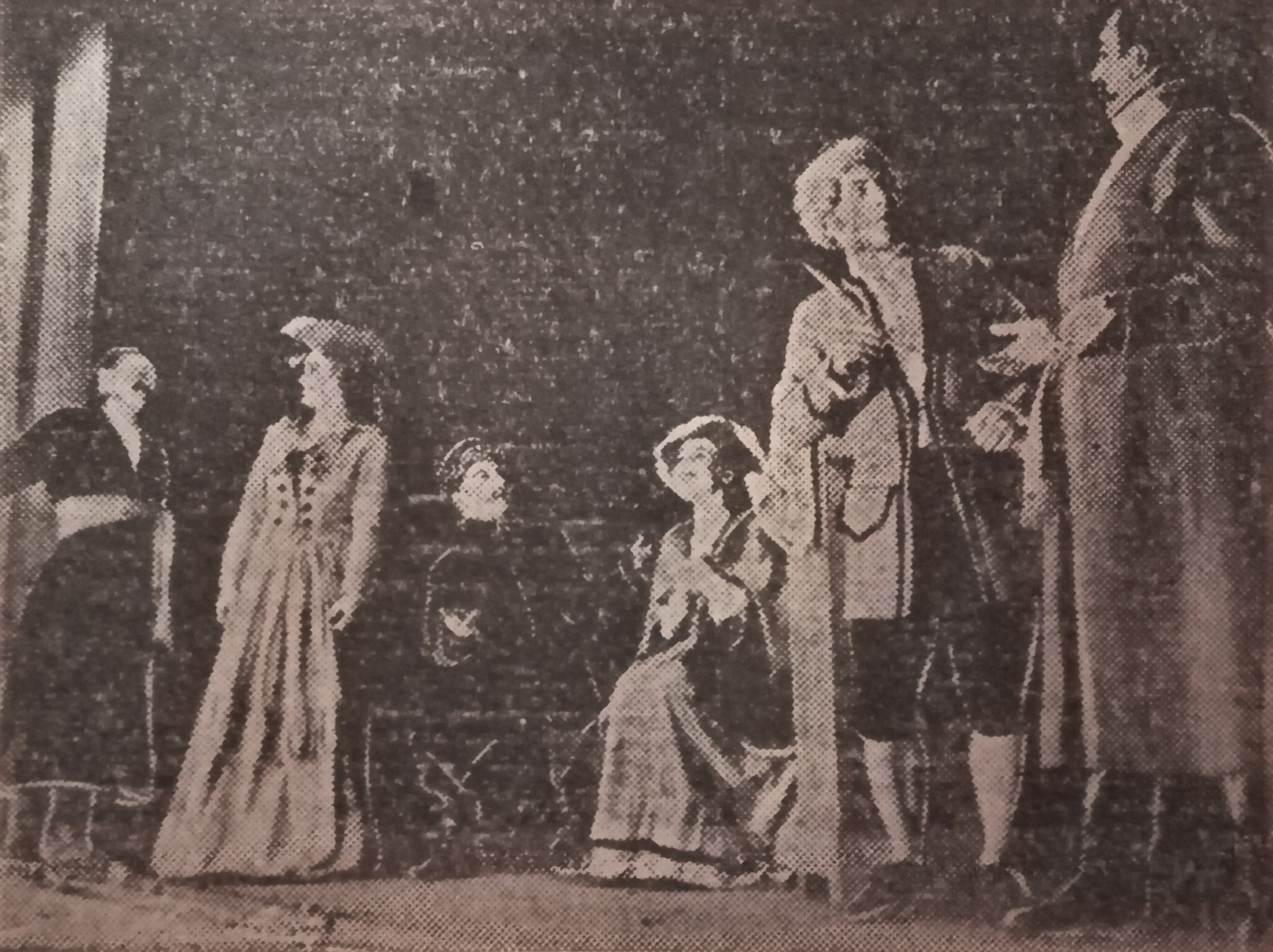
Inscenizacja z Lublina (1948) w reżyserii Ireny Parandowskiej

Żona modna – satyra autorstwa Ignacego Krasickiego. Utwór stanowi część zbioru satyr, opracowywanego w latach 1778-1779 i opublikowanego w 1 września 1779. Zbiór ukazał się pt. Satyry. Za przywilejem. W Warszawie 1779, nazywany jest tradycyjnie Satyr częścią pierwszą.

## Treść
Treść satyry ujęta jest w formę relacji, którą bohater, pan Piotr, młody małżonek, składa spotkanemu znajomemu, w odpowiedzi na pytanie o powody swojego niezadowolenia. Dzięki temu, że relacja pana Piotra jest elementem dialogu, czytelnik poznaje nie tylko postać modnej żony, o której bohater opowiada, ale również postać samego opowiadającego.
Akcja rozgrywa się na przestrzeni kilku miesięcy w drugiej połowie XVIII wieku. Rzecz dzieje się w dworku szlacheckim na wsi i w domu w Warszawie.
Pan Piotr opowiada przyjacielowi o swoim małżeństwie. Wyznaje, iż nie jest szczęśliwy i żałuje swojej decyzji. Utwór zawiera kontynuację krytyki obyczajów szlacheckiego społeczeństwa. Krasicki krytykuje znamienne dla XVIII wieku zapatrzenie w obcą, zwłaszcza francuską modę.

## Postacie
Pan Piotr
Pan Piotr jest cierpliwy, usłużny wobec małżonki, niewymagający, ceni sobie tradycję, zgadza się na spełnianie jej kapryśnych zachcianek, dlatego że przede wszystkim zależy mu na zysku. Ma swoją hierarchię wartości. Nie ożenił się z powodu miłości, ale z wyrachowania. Cierpi, a mimo to wciąż wspomina o wioskach, które dzięki ślubnemu kontraktowi weszły do jego majątku. Małżeństwo było dla pana Piotra kontraktem handlowym.
Żona modna
O imieniu bohaterki satyry nie ma mowy w tekście (wspomina on jedynie o prawdopodobnym imieniu: "Filis" lub "Filida"). Jest zarozumiała, marudna, lekkomyślna, lubiąca wygodę, uparta, materialistka, pogardliwa, krytyczna, złośliwa, bezmyślnie naśladująca francuską modę, obyczaje i język. Jest przeciwniczką wszystkiego co staropolskie. Rozrzutna i egoistyczna, jest typem oświeceniowej modnisi, kobiety próżnej. Odnosi się z pogardą i lekceważeniem nie tylko do służby, ale także do księdza plebana. Jest również komicznie sentymentalna. Pieniądze nie grają dla niej żadnej roli. Często miewa wahania nastrojów. To typowa modna mieszczka, dla której najważniejsze jest życie towarzyskie i spełnianie wymogów stale zmieniającej się mody. Zatraciła się w ślepym podążaniu za modą. Nie dba o męża, nie liczy się z nim. Traktuje wszystkich przedmiotowo. Chce być zawsze w centrum zainteresowania.